# 阿部正包
阿部 正包（あべ まさかね）は、江戸時代中期の旗本。越前鯖江藩主間部詮方の子。初めは間部方孝（みちたか）と名乗り、旗本の阿部正恭の養子となってから正包に改名した。
間部詮方の十一男として生まれる。阿部正恭の末期養子に入り、安永8年（1779年）9月6日に阿部家の家督を継ぐ。同年12月5日、将軍徳川家治にはじめて御目見する。天明5年12月22日（1786年）、江戸城西丸小姓となり、翌年閏10月20日、本丸勤めに異動する。寛政元年（1789年）10月20日に辞職、翌年4月25日に隠居して音門と名乗った。
文化5年（1808年）7月20日に48歳で亡くなる。家督は実子の正永が継いだ。